# Ly Kiền
Ly Kiền (tiếng Trung: 骊靬; bính âm: Líqián) là một ngôi làng nhỏ có tên cổ là Giả Lai trại (者来寨, Zhelaizhai) bên rìa sa mạc Gobi, huyện Vĩnh Xương, địa cấp thị Kim Xương, tỉnh Cam Túc thuộc Cộng hòa Nhân dân Trung Hoa.

## Dấu tích của La Mã
Ly Kiền là một ngôi làng nơi xa xôi hẻo lánh, chẳng có gì đặc biệt ngoại trừ những công trình kiến trúc kiểu La Mã cổ đại, những bức tượng danh nhân La Mã, và những người dân tóc vàng mắt xanh trong trang phục lính La Mã. Người dân nơi đây có mũi khoằm, da trắng, tóc vàng, mắt xanh. Đó là những đặc trưng của chủng tộc đại chủng Âu - chủng "da trắng" - rõ ràng không phải của người bản địa. Homer Hasenpflug Dubs - giáo sư Trung Hoa học tại Oxford, dịch giả cuốn Hán Thư bản tiếng Anh - vào năm 1941 đã nêu lên một giả thuyết đầy tranh cãi cho tới ngày nay rằng thị trấn Ly Kiền được lập nên bởi những người La Mã bại trận.